# Viry (Haute-Savoie)
Viry is een gemeente in het Franse departement Haute-Savoie (regio Auvergne-Rhône-Alpes) en telt 3303 inwoners (2004). De plaats maakt deel uit van het arrondissement Saint-Julien-en-Genevois.

## Geografie
De oppervlakte van Viry bedraagt 26,3 km², de bevolkingsdichtheid is 125,6 inwoners per km².
De onderstaande kaart toont de ligging van Viry (Haute-Savoie) met de belangrijkste infrastructuur en aangrenzende gemeenten.

## Demografie
Onderstaande figuur toont het verloop van het inwonertal (bron: INSEE-tellingen).

## Geboren
- Justin de Viry (1737-1813), diplomaat en prefect